# Get a Grip
Get a Grip – jedenasty album studyjny amerykańskiego zespołu Aerosmith, wydany w kwietniu 1993 nakładem wytwórni Geffen Records.
Album w Polsce osiągnął status złotej płyty.

## Lista utworów
1. „Intro” – 0:23
2. „Eat the Rich” – 4:09
3. „Get a Grip” – 3:58
4. „Fever” – 4:15
5. „Livin’ on the Edge” – 6:20
6. „Flesh” – 5:56
7. „Walk on Down” – 3:37
8. „Shut Up and Dance” – 4:55
9. „Cryin’” – 5:08
10. „Gotta Love It” – 5:58
11. „Crazy” – 5:16
12. „Line Up” – 4:02
13. „Can’t Stop Messin’” – 3:32
14. „Amazing” – 5:56
15. „Boogie Man” – 2:16